# دانه‌خوار شکم‌بلوطی
دانه‌خوار شکم‌بلوطی (نام علمی: Sporophila castaneiventris) نام یک گونه از سرده دانه‌خوارهای اصلی است.